# 友谊站
友谊站是一个沟海线上的铁路车站，位于辽宁省盘山县太平乡，建于1970年，目前为四等站，邮政编码为124101。目前客运：办理旅客乘降；行李、包裹托运；货运：办理整车货物发到。